# Мюнхенский договор (1619)
Мюнхенский договор (нем. Vertrag von München) — договор, заключенный 8 октября 1619 года в Мюнхене императором Священной Римской империи Фердинандом II с главой Католической лиги герцогом Максимилианом I Баварским, по которому тот обязывался оказать императору военную поддержку в борьбе с Фридрихом V, курфюрстом Пфальца.
Начавшееся в 1618 году чешское восстание против императора Фердинанда II, переросло в Тридцатилетнюю войну. Повстанцы предложили в сентябре 1618 года Фридриху корону Чехии, как лидеру Евангелической унии, основанной его отцом для защиты протестантизма в Священной Римской империи.
Баварский герцог Максимилиан обязывался предоставить в помощь для погашения военного конфликта войска Католической лиги. За это герцогу Баварскому были обещаны владения курфюрста Пфальцского и его курфюршеский сан.
Герцог Максимилиан выставил под залог Верхней Австрии войско под предводительством Тилли; последний разбил наголову Фридриха V Пфальцского и чехов при Белой Горе под Прагой (1620) и завоевал Пфальц. В награду за это Максимилиан I получил в 1623 году от императора Верхний Пфальц и достоинство пфальцского курфюрста.
Считается, что в Мюнхенском договоре существовало несколько незанесенных в текст статей, в которых оговаривалось разрешение Баварскому герцогству на оккупацию Верхнего Пфальца и переход Пфальцского курфюршества вместе с титулом к Максимилиану. Видимо, эти статьи были все-таки известны, поскольку ещё до того момента, как курфюршеский сан был передан Максимилиану, в переписке современников встречался титул «курфюрст», применяемый к баварскому герцогу.